# سن-مارتن-دو-مون، ان
سن-مارتن-دو-مون، ان (به فرانسوی: Saint-Martin-du-Mont) یک کمون در فرانسه است که در Canton of Pont-d'Ain واقع شده‌است.

## خصوصیات
سن-مارتن-دو-مون ۲۸٫۰۹ کیلومترمربع مساحت و ۱٬۵۶۵ نفر جمعیت دارد و ۳۴۰ متر بالاتر از سطح دریا واقع شده‌است.